# Jean Joseph Raynal
Pour les articles homonymes, voir Raynal.
Jean Joseph Raynal est un homme politique français né le 16 février 1818 à Narbonne (Aude) et mort le 16 avril 1896 à Narbonne.

## Biographie
Avocat et journaliste, il est un opposant libéral à la Monarchie de Juillet. Il fonde une maison de commerce à Narbonne. Sous commissaire du gouvernement en 1848, il est député de l'Aude de 1848 à 1849, siégeant à l'extrême gauche. Il est candidat d'opposition en 1869, et préfet de l'Aude en septembre 1870. Il est battu aux élections du 8 février 1871.

## Sources
- « Jean Joseph Raynal », dans Adolphe Robert et Gaston Cougny, Dictionnaire des parlementaires français, Edgar Bourloton, 1889-1891 [détail de l’édition]